# Сурабая
Сурабая (на индонезийски: Surabaya) е вторият по големина град в Индонезия и столица на провинция Източна Ява. Разположен е на северното крайбрежие на остров Ява, при устието на река Мас и на брега на пролива Мадура.

## История
За дата на основаването на града се счита 31 май 1293 г., когато в решителна битка местният управител Раден Виджая разбива монголските войски на император Кубилай хан и слага началото на последната голяма индонезийска империя Маджапахит. В местните летописи монголските нашественици са представени като нападнала от морето акула (сура на източноявански диалект), а индонезийските защитници като крокодил (бая на източноявански диалект). Оттук идва и името на града, както и герба, в който присъстват двете животни.
ПО време на епохата на империята Маджапахит е нейно основно пристанище. Оттук ислямът прониква на целия остров Ява. След разпадането на империята в средата на 14 век, преминава от ръцете на едно местно султанство в друго, докато през 17 – 18 век не преминава под контрола на Холандската източноиндийска компания.
През 1942 градът е превзет от японски войски. С течение хода на войната, силите на японските окупатори постепенно отслабват и когато на 25 декември 1945 г. британските войски стъпват в града, той изцяло се контролира от местни националноосвободителни отряди, голяма част от които признавали новообразуваната независима държава Индонезия. Отказът на местните отряди да сложат оръжие води до въоръжен конфликт с британския експедиционен корпус, който скоро прераства в открити военни действия. Кулминацията им е щурмът на града от британците, при който почти целия град е унищожен и загиват около 20 000 от жителите му. Началото на щурма 10 ноември 1945 г. се отбелязва като Деня на героите и е един от основните национални празници на Индонезия.

## Население
Сурабая е вторият по големина град в Индонезия след столицата Джакарта. Според преброяване от 2010 г. в границите на града живеят 2 765 908 души, а с предградията и сателитните градчета, населението на агломерацията достига до 5 622 259 души. Над 80% от населението са яванци. Мадурците и китайците с по 7% са другите големи етнически групи.
В религиозно отношение 90% то населението на града са мюсюлмани.